# Astragalus belcheraghensis
Astragalus belcheraghensis är en ärtväxtart som beskrevs av Dieter Podlech. Astragalus belcheraghensis ingår i släktet vedlar, och familjen ärtväxter. Inga underarter finns listade i Catalogue of Life.